# Rosignol
Rosignol – miejscowość we wschodniej Gujanie, w regionie Mahaica-Berbice, położona na zachodnim brzegu rzeki Berbice, nieopodal jej ujścia do Oceanu Atlantyckiego; 5600 mieszkańców (2006). Dominuje tu przemysł włókienniczy i spożywczy.